# Den lilla møghætte og pulven
|  | Denne artikel er oprettet af botten Steenthbot ud fra en ekstern database. Den kan derfor have sproglige fejl eller mangler. Denne skabelon kan fjernes efter kontrol af indholdet. |

Den lilla møghætte og pulven er en dansk kortfilm fra 2007 instrueret af Kristjan Møller.

## Handling
Animationsfilmen Den lilla møghætte og pulven er baseret på Rune T. Kiddes kærlige, kuleskøre æventyr for børn i alle aldre.